# Richard Ithamar Aaron
Richard Ithamar Aaron (Blaendulais, 6 novembre 1901 – Aberystwyth, 4 aprile 1987) è stato un filosofo gallese.
Laureatosi in filosofia a Oxford, fu professore nella University College of Wales, ad Aberystwyth, dal 1932 fino al suo ritiro avvenuto nel 1969. Fu vice-rettore dell’Harlech College, dal 1955 presidente della Mind Association, dal 1957 presidente della Aristotelian Society e fu anche vicepresidente del Consiglio del Galles. Dal 1938 al 1968 pubblicò la rivista gallese di filosofia Efrydiau Athronyddol.
Per Aaron la conoscenza si origina attraverso l'intuizione del reale, la quale di per sé non può essere spiegata ma solo descritta. L'intuizione non è soggetta a errori, i quali possono verificarsi solo al di fuori dell'atto originario della conoscenza.

## Opere
- The Nature of Knowing (1930)
- Hanes Athroniaeth (1932)
- John Locke (1937)
- The Theory of Universals (1952)
- Knowing and the Function of Reason (1971)